# Країни і народи (Мысль)
«Країни і народи» (рос. Страны и народы) — радянське науково-популярне довідкове країнознавче ілюстроване видання в 20 томах, в якому докладно описується географія, етнографія, історія, культура, економічний і політичний стан країн світу. Випускалося видавництвом «Мысль» з 1978 по 1985 роки. Всі томи забезпечені численними, здебільшого кольоровими, ілюстраціями, картами і графіками. Формат томів 75 x 108 / 16. Папір крейдований. Гарнітура Таймс. Офсетний друк. Обкладинка коленкорова, використано кольорове кодування: перший і останній томи — сірого, томи присвячені Європі — синього, Азії — жовтого, Африці — салатового, Америці — коричневого, Австралії та Океанії — яскраво-зеленого, Радянському Союзові — червоного кольору.
Інформація про країни дана в рамках радянської комуністичної ідеології, тому в розгляді економічного і соціально-політичних аспектів акцент зроблений на критиці капіталізму та імперіалізму паралельно з ідеалізацією комуністичного ладу, показом успіхів «комуністичного будівництва» в країнах, що йдуть «соціалістичним шляхом розвитку». Сильною стороною цього видання є докладна розповідь про всі країни, що існували на момент виходу видання. Окремі теми не тільки глибоко зачіпають глобальні природні, гуманітарні та техногенні загрози, що постали перед людством у XX столітті, але й пропонують можливі шляхи їхнього вирішення в майбутньому.

## Редакція
Загалом у підготовці видання взяли участь понад 250 фахівців різних галузей знань, у тому числі доктори і кандидати наук. Головний редактор — академік Ю. В. Бромлей.

## Видання
- Страны и народы. Земля и человечество. Общий обзор : [Науч.-попул. геогр.-этнограф. изд. в 20 т.] / Редкол. : Отв. ред. С. И. Брук, В. В. Покшишевский. — М. : «Мысль», 1978. — 351 с. — 180 тис. екз. — У вступному томі серії подаються узагальнені відомості про всі аспекти тогочасної політичної карти світу. Окремі частини книги присвячені опису природи планети, походженню людини, заселенню та освоєнню Землі, сучасному населенню, його господарства і культури[1].

- Страны и народы. Зарубежная Европа. Общий обзор. Северная Европа : [Науч.-попул. геогр.-этнограф. изд. в 20 т.] / Редкол. : В. П. Максаковский, С. А. Токарев (отв. ред.) и др. — М. : «Мысль», 1981. — 269 с. — 180 тис. екз. — У першій частині книги подано загальний огляд Європи, її природи, населення, господарства. Друга частина тому присвячена одному з чотирьох регіонів континенту — Північній Європі. Після загального вступу подається опис природи, населення, господарства і культури кожної з п'яти країн цього регіону — Фінляндії, Швеції, Норвегії, Данії та Ісландії[2].

- Страны и народы. Зарубежная Европа. Восточная Европа : [Науч.-попул. геогр.-этнограф. изд. в 20 т.] / Редкол. : В. П. Максаковский (отв. ред.), Ю. В. Иванова и др. — М. : «Мысль», 1980. — 349 с. — 180 тис. екз. — У третьому томі серії подано огляд соціалістичних держав народної демократії Східної Європи, їхньої природи, населення, господарства. У першій частині подано загальний опис регіону, у другій — докладний опис Албанії, Болгарії, Польщі, Румунії, Угорщини, Чехословаччини, Югославії[3].

- Страны и народы. Зарубежная Европа. Западная Европа : [Науч.-попул. геогр.-этнограф. изд. в 20 т.] / Редкол. : В. П. Максаковский (отв. ред.) и др. — М. : «Мысль», 1979. — 381 с. — 180 тис. екз. — У першій частині книги подано загальний огляд Західної Європи, її природи, населення, господарства. Після загального вступу подається опис природи, населення, господарства і культури кожної з одинадцяти країн цього регіону — Австрії, Бельгії, Великої Британії, Ірландії, Ліхтенштейну, Люксембургу, Нідерландів, Монако, Федеративної Республіки Німеччини, Франції, Швейцарії. Окремо розглядається Західний Берлін, що мав на той час особливий міжнародний статус[4].

- Страны и народы. Зарубежная Европа. Южная Европа : [Науч.-попул. геогр.-этнограф. изд. в 20 т.] / Редкол. : В. П. Максаковский, С. А. Токарев (отв. ред.) и др. — М. : «Мысль», 1983. — 285 с. — 180 тис. екз. — У першій частині книги подано загальний огляд Південної Європи, її природи, населення, господарства. Після загального вступу подається опис природи, населення, господарства і культури кожної з дев'яти країн цього регіону — Андорри, Ватикану, Гібралтару, Греції, Італії, Іспанії, Мальти, Португалії, Сан-Марино[5].

- Страны и народы. Зарубежная Азия. Общий обзор. Юго-Западная Азия : [Науч.-попул. геогр.-этнограф. изд. в 20 т.] / Редкол. : Н. И. Прошин (отв. ред.), И. А. Дементьев и др. — М. : «Мысль», 1979. — 381 с. — 180 тис. екз. — У першій частині цього тому подано загальний огляд Азії, її природи, населення, господарства. Друга частина присвячена одному з чотирьох регіонів континенту — Південно-Західному. Після загального вступу подається опис природи, населення, господарства і культури кожної з сімнадцяти країн цього регіону — Афганістану, Бахрейну, Єменській Арабській Республіці, Ізраїлю, Іраку, Ірану, Йорданії, Катару, Кіпру, Кувейту, Лівану, Народно-Демократичній Республіці Ємен, Об'єднаним Арабським Еміратам, Оману, Саудівській Аравії, Сирії, Туреччині[6].

- Страны и народы. Зарубежная Азия. Южная Азия : [Науч.-попул. геогр.-этнограф. изд. в 20 т.] / Редкол. : отв. ред. Ю. В. Ганковский, П. В. Куцобин, Г. В. Сдасюк. — М. : «Мысль», 1982. — 253 с. — 180 тис. екз. — У першій частині книги подано загальний огляд Південної Азії, її природи, населення, господарства. Після загального вступу подається опис природи, населення, господарства і культури кожної з семи країн цього регіону — Бангладеш, Бутану, Індії, Мальдівів, Непалу, Пакистану, Шрі-Ланки[7].

- Страны и народы. Зарубежная Азия. Юго-Восточная Азия : [Науч.-попул. геогр.-этнограф. изд. в 20 т.] / Редкол. : П. И. Пучков (отв. ред.) и др. — М. : «Мысль», 1979. — 303 с. — 180 тис. екз. — У першій частині книги подано загальний огляд Південно-Східної Азії, її природи, населення, господарства. Після загального вступу подається опис природи, населення, господарства і культури кожної з одинадцяти країн цього регіону — В'єтнаму, Бірми, Брунею, Індонезії, Кампучії, Лаосу, Малайзії, Сінгапуру, Східного Тимору, Таїланду, Філіппін[8].

- Страны и народы. Зарубежная Азия. Восточная и Центральная Азия : [Науч.-попул. геогр.-этнограф. изд. в 20 т.] / Редкол. : М. И. Сладковский (отв. ред.) и др. — М. : «Мысль», 1982. — 284 с. — 180 тис. екз. — У першій частині книги подано загальний огляд Східної Азії, її природи, населення, господарства. Після загального вступу подається опис природи, населення, господарства і культури кожної з семи країн цього регіону — Гонконгу (Сянгану), Китаю, КНДР, Республіки Корея, Макао (Аоминю), Монголії, Японії[9].

- Страны и народы. Африка. Общий обзор. Северная Африка : [Науч.-попул. геогр.-этнограф. изд. в 20 т.] / Редкол. : А. А. Громыко и др. — М. : «Мысль», 1982. — 349 с. — 180 тис. екз. — У першій частині книги подано загальний огляд континенту Африка, його природи, населення, господарства. Після загального вступу подається опис регіону Північна Африка, далі описи природи, населення, господарства і культури кожної з восьми країн цього регіону — Алжиру, Єгипту, Західної Сахари, Лівії, Мавританії, Марокко, Судану, Тунісу. Окремо розглядаються іспанські володіння на африканському континенті, Мелілья і Сеута[10].

- Страны и народы. Африка. Западная и Центральная Африка : [Науч.-попул. геогр.-этнограф. изд. в 20 т.]. — М. : «Мысль», 1979. — 301 с. — 180 тис. екз. — У першій частині книги подано загальний огляд регіонів Західної та Центральної Африки, їхньої природи, населення, господарства. Після загального вступу подається опис природи, населення, господарства і культури кожної з двадцяти чотирьох країн цього регіону — Анголи, Беніну, Верхня Вольта, Габону, Гамбії, Гани, Гвінеї, Гвінеї-Бісау, Екваторіальної Гвінеї, Островів Зеленого Мису, Камеруну, Заїру, Конго, Берегу Слонової Кістки, Ліберії, Малі, Нігеру, Нігерії, Сан-Томе і Принсіпі, Сенегалу, Сьєрра-Леоне, Того, Центральноафриканської Імперії, Чаду[11].

- Страны и народы. Африка. Восточная и Южная Африка : [Науч.-попул. геогр.-этнограф. изд. в 20 т.] / Редкол. : М. Б. Горнунг, Г. Б. Старушенко (отв. ред.) и др. — М. : «Мысль», 1981. — 269 с. — 180 тис. екз. — У першій частині книги подано загальний огляд регіонів Південної та Східної Африки, їхньої природи, населення, господарства. Після загального вступу подається опис природи, населення, господарства і культури кожної з двадцяти одної країн цього регіону — Ботсвани, Бурунді, Джибуті, Ефіопії, Замбії, Зімбабве, Кенії, Коморських Островів, Лесото, Маврикію, Мадагаскару, Малаві, Мозамбіку, Намібії, Південно-Африканської Республіки, Руанди, Свазіленду, Сейшельських Островів, Сомалі, Танзанії, Уганди. Окремо подано опис французького острова Реюньйон[12].

- Страны и народы. Америка. Общий обзор. Северная Америка : [Науч.-попул. геогр.-этнограф. изд. в 20 т.] / Редкол. : Ю. П. Аверкиева и др. — М. : «Мысль», 1980. — 301 с. — 180 тис. екз. — У першій частині книги подано загальний огляд частини світу Америка, її природи, населення, господарства. Після загального вступу подається опис регіону Північна Америка, далі описи природи, населення, господарства і культури кожної з п'яти країни цього регіону — США, Канади, Гренландії, Бермудських Островів, Сен-П'єру і Мікелону[13].

- Страны и народы. Америка. Общий обзор Латинской Америки. Средняя Америка : [Науч.-попул. геогр.-этнограф. изд. в 20 т.] / Редкол. : отв. ред. В. В. Вольский, Я. Г. Машбиц и др. — М. : «Мысль», 1981. — 333 с. — 180 тис. екз. — У першій частині книги подано загальний огляд регіонів Латинська та Середня Америки (Центральна і Вест-Індія), їхньої природи, населення, господарства. Після загального вступу подається опис природи, населення, господарства і культури кожної країни цього регіону — Мексики, Белізу, Гондурасу, Гватемали, Сальвадору, Нікарагуа, Коста-Рики, Панами, Куби, Гаїті, Домініканської Республіки, Ямайки, Багамських Островів, Пуерто-Рико, американських і британських Віргінських Островів, Сент-Кристоферу — Невісу — Ангільї, Монтсеррату, островів Теркс і Кайкос, Кайман, Антигуа, Гваделупи, Домініки, Мартиніки, Гренади, Барбадосу, Сент-Люсії, Сент-Вінсенту і Гренадин, Тринідаду і Тобаго, Антильских островів[14].

- Страны и народы. Америка. Южная Америка : [Науч.-попул. геогр.-этнограф. изд. в 20 т.] / Редкол. : В. В. Вольский  (отв. ред.) и др. — М. : «Мысль», 1983. — 285 с. — 180 тис. екз. — У першій частині книги подано загальний огляд Південної Америки, її природи, населення, господарства. Після загального вступу подається опис природи, населення, господарства і культури кожної країни цього регіону — Аргентини, Бразилії, Болівії, Венесуели, Гаяни, Гвіани, Еквадору, Колумбії, Парагваю, Перу, Суринаму, Уругваю, Чилі, Фолклендських Островів[15].

- Страны и народы. Австралия и Океания. Антарктида : [Науч.-попул. геогр.-этнограф. изд. в 20 т.] / Редкол. П. И. Пучков (отв. ред.) и др. — М. : «Мысль», 1981. — 301 с. — 180 тис. екз. — У першій частині книги подано загальний огляд континенту Австралія та острівного регіону Океанія, їхньої природи, населення, господарства. Після загального вступу подається опис природи, населення, господарства і культури кожної з країн та окремих островів цього регіону —Австралію, Вануату, острів Вейк, острів Джонстон, Кірибаті, Кокосові (Кілінг) Острови, острови Мідвей, Мікронезію, Науру, Нову Зеландію, Палау, Папуа — Нову Гвінею, острів Різдва, Західне Самоа, Соломонові Острови, Тонгу, Тувалу, Фіджі, Східне Самоа, острови Волліс і Футуну, Гаваї, Гуам, Острови Кука, Ніуе, Нову Каледонію, острів Норфолк, острів Пасхи, Піткерн, Токелау, Французьку Полінезію. У заключній частині описується льодовий материк нашої планети — крижана Антарктида[16].

- Страны и народы. Советский Союз. Общий обзор. Россия : [Науч.-попул. геогр.-этнограф. изд. в 20 т.] / Редкол. : Г. М. Лаппо (отв. ред.) и др. — М. : «Мысль», 1983. — 461 с. — 180 тис. екз. — Том містить відомості про географічне положення, природу, історію, населення і господарство СРСР. У другій частині подано докладний опис найбільшої його складової — Російської Федерації[17].

- Страны и народы. Советский Союз. Республики Прибалтики. Белоруссия. Украина. Молдавия : [Науч.-попул. геогр.-этнограф. изд. в 20 т.] / Редкол. : Г. М. Лаппо (отв. ред.) и др. — М. : «Мысль», 1984. — 349 с. — 180 тис. екз. — Том містить відомості про географічне положення, історію, природу, населення і господарство радянських республік Прибалтики (Естонську, Латвійську та Литовську), Білорусію, Україну та Молдавію[18].

- Страны и народы. Советский Союз. Республики Закавказья. Республики Средней Азии. Казахстан : [Науч.-попул. геогр.-этнограф. изд. в 20 т.] / Редкол. : Т. А. Жданко (отв. ред., ред.-сост.) и др. — М. : «Мысль», 1984. — 382 с. — 180 тис. екз. — Том містить відомості про географічне положення, історію, природу, населення і господарство радянських республік Закавказзя та Середньої Азії — Азербайджанської, Вірменської, Грузинської, Казахської, Киргизької, Таджицької, Туркменської й Узбецької[19].

- Страны и народы. Земля и человечество. Глобальные проблемы : [Науч.-попул. геогр.-этнограф. изд. в 20 т.] / Отв. ред. И. Т. Фролов. — М. : «Мысль», 1985. — 430 с. — 180 тис. екз. — Завершальний том серії знайомить читача з причинами виникнення, сутністю та шляхами вирішення глобальних проблем людства, серед яких: загроза ядерної війни; економічна відсталість країн, що розвиваються; задоволення потреб людей у продуктах харчування, енергії, сировині; охорона природного середовища; демографічна та інші проблеми. Крім того, в книзі подається критичний аналіз тогочасних футурологічних теорій вирішення цих проблем[20].